# Abies recurvata
Abies recurvata (ялиця мінська, кит.: 紫果冷杉, ziguo lengshan) — вид ялиць родини соснових.

## Поширення, екологія
Поширена в Китаї. Ареал простягається від Південної Сунгчу південного Ганьсу і західної провінції Хубей уздовж річки Мін (Мін-цзян) на півночі і заході провінції Сичуань, на південному сході Тибетського автономного району і північному заході провінції Юньнань. Населяє в основному гори й високогірні річкові долини з прохолодним кліматом. Висота зростання: 2300–3800 метрів. Опадів від 700 до 1000 мм. Ґрунти підзолисті. Росте з іншими хвойними: Abies fabri, Abies fargesii, Abies squamata, Larix potaninii, Picea asperata, Picea brachytyla, Picea likiangensis, Picea purpurea, Pinus armandii, Tsuga chinensis. Дуб (Quercus) формує змішані ліси.

## Морфологія
Вічнозелене дерево висотою від 40 до 60 метрів і діаметром на висоті грудей до 2-х метрів. Груба з нерівномірними пластинами кора від темно-сірого до червонувато-коричневого кольору. Частини кори можуть лущитися. Кора молодих гілок від жовтувато до жовтувато-сірого кольору у другий чи третій рік сірого кольору. 1–7 завдовжки і 2–3,5 міліметрів завширшки голки зверху яскраво-зелені, знизу — синьо-зелені. Є дві сіро-зелені смуги біля основи голки. Кінчик голки може бути як гострим так і тупим.
Період цвітіння триває з квітня по травень. Від 4 до 14 сантиметр в довжину і товщиною від 3 до 4 см шишки від еліпсоїдо-овальної до циліндрично-овальної форми. Вони спочатку зелені, потім коричнево-зелені або фіолетові, дозрівають у жовтні набуваючи коричнево-фіолетового, коричнево-жовтого або коричневого кольору. Яйцеподібне насіння від 1,7 до 3 міліметра мають темно-коричневі або чорні крила від 3 до 5 міліметрів у довжину.

## Використання
Тверда деревина підходить, серед іншого, для будівництва й целюлозно-паперової промисловості. Крім того, підходить для шпону. Введений в садівництві в США та Великій Британії.

## Загрози та охорона
Значною мірою експлуатувався до недавнього часу, коли китайський уряд, нарешті, вирішив зберегти залишки старих лісів у західних провінціях. Майбутні загрози включають кислотні дощі і, можливо, зміни клімату. Цей вид є на охоронних територіях.